# 红头犀鸟
是犀鳥目犀鳥科斑盔犀鳥屬下的一種鳥類。該物種僅分布於菲律賓的班乃岛及内格罗斯岛中的常綠低地森林及山地森林內，是中等大小的森林型犀鳥。但因族群稀少及居住環境被破壞的問題，目前被列為極危物種。
本物種是由英國動物學家理察·鮑德勒·夏普於1877年發表，並命名為。在分類上，皺嘴皺盔犀鳥曾被視為是菲律賓皺盔犀鳥的亞種之一，但現在由於其不同的色彩和分布範圍，現在被視為一個獨立的物種。本物種原先與棕頸犀鳥被分類在同一屬下，但後來根據分析發現實際上其關係與斑嘴犀鳥屬較近而與其他物種被立為現在的斑盔犀鳥屬。其屬名是由希臘語的（意即「條紋的」）及（意即「犀牛」）組成。:333而種小名則是為了紀念蘇格蘭鳥類學家亞瑟·海伊男爵，其侄子在他死後整理鳥類學著作並出版時以「Walden」作為其縮寫名稱。:406
其雄性成鳥的頭頸後方呈深褐色，其於上半身多呈赤褐色；鳥喙為橙紅色，上喙高高隆起的角質突起呈紅橙色，下喙則有褶皺；臉部的裸露皮膚呈紅黃色；眼睛深紅色；雌鳥較小，頭胸部呈黑色，面部皮膚上有藍綠色調，眼睛褐色。兩性皆有白底帶黑條紋的尾部，並可能因沾染成赤褐色。幼鳥與成年雄鳥相似，但無角質突起。
這種鳥類主要為植食性，主要食用水果，並包含一些無花果。在觀察中，其繁殖期約為3—5月之間，雌鳥會在此期間封閉巢穴的出入口以照顧幼鳥；而雄鳥所提供的食物98%為水果，2%為無脊椎動物，並保衛巢穴周圍。其體長60—65公分，體重平均約1146.0公克，鳥喙寬平均約35.2公釐、深平均約67.7公釐、嘴峰長平均約141.5公釐；翼長平均約331.0公釐；跗蹠約58.5公釐；尾長約265.0公釐。
因其棲地多已破碎化並有被狩獵的問題，其剩餘族群數量極少，2007年的評估中認為其總族群約有2500隻。吉馬拉斯島也曾可能是其分佈範圍，但因故不存。但在班乃岛的保育措施被認為有助於降低巢穴偷獵的情況，但效果尚不明顯。因此在《國際自然保護聯盟瀕危物種紅色名錄》被列入極危物種。

## 外部連結
- 维基共享资源上的相關多媒體資源：红头犀鸟
- 維基物種上的相關：红头犀鸟
- Xeno-canto上红头犀鸟的叫聲 （页面存档备份，存于）